# Stahnsdorf
Stahnsdorf er en kommune i landkreis Potsdam-Mittelmark i den tyske delstat Brandenburg. Den ligger 20 km sydvest for Berlins centrum og 12 km øst for Potsdam; den ligger vest for Teltow og syd for Kleinmachnow. Byen grænser mod nord til Teltowkanalen.

## Bydele og bebyggelser
- Güterfelde
- Schenkenhorst
- Sputendorf
- Stahnsdorf

- Wikimedia Commons har flere filer relateret til Stahnsdorf